# Udine–Trieszt-vasútvonal
A Udine–Trieszt-vasútvonal egy 83 km hosszúságú, normál nyomtávolságú, kétvágányú vasúti fővonal Udine és Trieszt között. A vasútvonal 3 kV egyenárammal van villamosítva. Tulajdonosa az RFI, a vonatokat a Trenitalia üzemelteti.
A vasútvonal 1918-ig nemzetközi vonal volt az Osztrák–Magyar Monarchia és az Olasz Királyság között, ám a határok módosulásával a teljes vonal Olaszországhoz került.